# Hannes Van Dahl
Hannes Van Dahl (* 18. ledna 1990, Švédsko) je švédský bubeník, který od roku 2013 působí v power/heavy metalové skupině Sabaton. Hannes v době, kdy za bicími Sabaton seděl Snowy Shaw (2012–2013), s kapelou spolupracoval jako technik a staral se o bicí.
Před svým působením v Sabaton hrál tři roky (2010–2013) v kapele Evergrey, ve které se podílel na studiovém albu Glorious Collision (2011).
Se svou dlouholetou přítelkyní, zpěvačkou Floor Jansen (Nightwish), má dcery Freju, která se jim narodila v březnu roku 2017, a Lucy, narozenou v říjnu 2023. Z důvodu blížícího se narození Freji se Van Dahl rozhodl vynechat některá vystoupení právě probíhajícího turné The Last Tour. Jako dočasná náhrada ho zastupoval De'Azsh ze skupiny Twilight Force, který odehrál i koncert v Praze 4. března.

## Diskografie

### Sabaton
- Heroes (2014)
- Heroes on Tour (koncertní album, 2016)
- The Last Stand (2016)
- The Great War (2019)
- The War to End All Wars (2022)

### Evergrey
- Glorious Collision (2011)